# Кара-Елга (Заинский район)
Кара-Елга — село в Заинском районе Татарстана. Входит в состав Савалеевского сельского поселения.

## География
Находится в восточной части Татарстана на расстоянии приблизительно 21 км на юг по прямой от железнодорожной станции Заинск.

## История
Известно с 1724 года. В 1867 году построена была Вознесенская церковь. В советское время работали колхозы «Красный Октябрь», «Искра»; позднее СПК «Савалеево».

## Население
Постоянных жителей было: в 1859—713, в 1897—1426, в 1917—1562, в 1920—1548, в 1926—1169, в 1938—762, в 1949—513, в 1958—389, в 1970—388, в 1979—203, в 1989—126, в 2002—138 (русские 93 %), 113 в 2010.